# Anaxagorea brevipes
Anaxagorea brevipes là loài thực vật có hoa thuộc họ Na. Loài này được Benth. mô tả khoa học đầu tiên năm 1853.